# Quand je serai star
Pour plus de détails, voir Fiche technique et Distribution.
Quand je serai star est un film français réalisé et produit par Patrick Mimouni, lauréat du prix Jean Vigo en 2004, sorti en 2005.

## Synopsis
Marc a 23 ans. Il est séropositif. Il a attrapé le sida comme en passant une épreuve initiatique, plus ou moins volontairement.
Alors, en 2003, le développement des trithérapies permet de faire des progrès considérables dans le traitement du VIH. Néanmoins il s’agit encore d’une grave maladie. Marc ne s’en soucie guère. Ou, s'il s'en soucie, il fait comme si de rien n'était.
Il a abandonné ses études. Il travaille comme steward dans une compagnie d’avions-taxis basée à Marrakech. Il se consacre essentiellement au sexe.
Cependant, quand il n'est pas à Marrakech, il habite encore chez sa mère à Paris, dans un grand appartement du 16e arrondissement. 
Elle se fait appeler « Diane de Montalte ». Elle est actrice, dans tous les sens du terme, désolée de voir son fils prendre un chemin opposé au sien, en apparence.
Un film où Patrick Mimouni étudie l’effet du sida sur une nouvelle génération. 

## Fiche technique
- Réalisation : Patrick Mimouni
- Scénario : Patrick Mimouni, Yvan Fahl, Frédéric Strauss
- Adaptation et dialogues : Patrick Mimouni
- Direction de production : Anne Singer
- Production exécutive : Édith Colnel
- Produit par : Les films du Labyrinthe, Arte, Canal+, avec le concours du CNC
- Image : Florent Montcouquiol
- Décors : Patrick Mimouni
- Costumes : Maud Molyneux, Michèle Rimbault
- Son : Henri Maïkoff, Gérard Rousseau
- Montage : Patrick Mimouni
- Musique : Reno Isaac
- Genre : comédie dramatique
- Lieux, époque : Paris, Marrakech, 2003
- Durée : 1 h 55
- Format : 35 mm couleur – 1.85
- Sortie : 19 janvier 2005 à Paris
- Visa n° 102 305

## Distribution
- Arielle Dombasle : Diane
- Yvan Fahl : Marc
- Eva Ionesco : Alice
- Pierre-Loup Rajot : Roland
- Nini Crépon : Paul
- Eliane Pine Carringhton : Dionys
- Souhade Temimi : Soraya
- Jean-Philippe Guillon : Thierry
- Vincent Macaigne : l'acteur
- Lakshantha Abenayake : le séducteur
- Cléribert Sénat : Miguel

## Distinctions
Prix Jean-Vigo 2004

## Accueil
« Un film complètement libre. De droit et sur parole, mais surtout libre comme l’air qui y circule » selon Gérard Lefort dans Libération. « Marc, au physique comme au mental, est toujours en transit : d'escale en escale, d'un amant l'autre, de Paris à Marrakech, d'une génération, celle de sa mère (les 70-80 rugissantes […]), à la suivante, la sienne, celle des 2000 angoissantes. »
Olivier Nicklaus, dans Les Inrockuptibles, observe qu’« on se laisse griser par Quand je serai star, pour sa croyance absolue qu’il faut devenir souverain(e) de sa propre vie, qu’il faut avoir le courage de s’inventer, et aussi celui de défier la pesanteur (aussi bien Marc, l’apprenti steward dans son avion, que Diane, la comédienne envers et contre tout, sur scène), de se délester de ce qui n’est pas soi, d’aller toujours plus haut, de redouter le confort, de prendre tous les risques sans se retourner. Quand le cinéma nous dit ça, on sait pourquoi on y est plutôt que dans la médiocrité du quotidien. »
Pour Têtu, le film est « tout à la gloire d’Arielle Dombasle – formidable en pauvre petite fille riche […] Un film qui, derrière chaque posture sociale, chaque coupe de champagne, hurle sa solitude post 80. »
« Arielle Dombasle donne un vrai festival », constate Louis Guichard, dans Télérama. « On peut regarder Quand je serai star comme une manière de Rohmer queer. Mais aussi comme un jeu suave autour de l'image publique de l'actrice. »
Selon Le Canard enchaîné, « cette curieuse comédie de Patrick Mimouni exhale un parfum littéraire 1930. Les dialogues y sont parfois profonds, l’intrigue, délibérément languissante. En mère à la fois évaporée et abusive, Arielle Dombasle y est délicieusement agaçante. Et parfois géniale dans le décalage donné au personnage. »
Jean-Sébastien Chauvin, dans Chronic’art, note que « cette histoire, où un fils homosexuel à l’orée de la trentaine (l’étonnant Yvan Fahl) se détache peu à peu de sa mère envahissante, jouit d’un art renversant du dialogue et d’une galerie de personnages tous plus ou moins à l’ouest. […] Ce qui n’empêche pas une lucidité acérée…. »